# Al Hedman
Alfanso „Al“ Hedman (* 22. November 1953 in Kingston) ist ein ehemaliger jamaikanischer Dartspieler.

## Karriere
Al Hedman gewann bei der British Darts Organisation das World Masters 1995.  Zudem nahm er am BDO European Darts Masters 1995 und am BDO Gold Cup 1996 teil.
Hedman qualifizierte sich als erster jamaikanischer Spieler für die PDC World Darts Championship 2003, wo er in der ersten Runde gegen Bob Anderson ausschied. Zudem nahm er an den UK Open 2003, 2004 und 2005 teil. 

## Weltmeisterschaftsresultate

### PDC
- 2003: 1. Runde (0:4-Niederlage gegen  Bob Anderson)

## Familie
Al Hedman ist der Bruder von Deta Hedman. Er ist seit 2002 verheiratet und hat zwei Kinder.